# Pentan
Pentan ist als erste Verbindung der Alkane eine bei Raumtemperatur und Normaldruck farblose Flüssigkeit mit der Summenformel C5H12. Der Name „Pentan“ leitet sich von den fünf gebundenen Kohlenstoffatomen ab (penta, griechisch: „fünf“). Es ist der lineare Vertreter der drei Strukturisomere der Pentane (n-Pentan, Isopentan und Neopentan).

## Gewinnung und Darstellung
Pentane kommen in Erdgasen, Crackgasen und in Benzinen vor und können durch Destillation daraus gewonnen werden. Sie sind Bestandteil der Petrolether.

## Eigenschaften

### Physikalische Eigenschaften
Pentan ist eine farblose, benzinartig riechende Flüssigkeit. Es ist unpolar, und somit z. B. in Wasser kaum löslich, jedoch mit den meisten organischen Lösungsmitteln mischbar. Die Löslichkeit in Wasser beträgt 39 mg/l (20 °C). Der Heizwert Hi beträgt 12,6 kWh/kg.
Die Verbindung bildet mit einer Reihe anderer Lösungsmittel azeotrop siedende Gemische. Die azeotropen Zusammensetzungen und Siedepunkte finden sich in der folgenden Tabelle. Keine Azeotrope werden mit Cyclohexan, n-Hexan, n-Heptan, Toluol, Benzol, n-Propanol, n-Butanol, i-Butanol, 2-Butanol, Chloroform, THF und Essigsäure gebildet.
| Lösungsmittel          | Wasser       | Methanol     | Ethanol             | 2-Propanol  | Aceton |  |
| Gehalt n-Pentan in Ma% | 99           | 93           | 95                  | 94          | 80     |  |
| Siedepunkt in °C       | 35           | 30,9         | 34                  | 35          | 32     |  |
|                        |              |              |                     |             |        |  |
| Lösungsmittel          | Diethylether | Methylacetat | Schwefelkohlenstoff | Acetonitril |        |  |
| Gehalt n-Pentan in Ma% | 32           | 78           | 89                  | 90          |        |  |
| Siedepunkt in °C       | 33           | 34           | 36                  | 35          |        |  |

Pentan kristallisiert in der orthorhombischen Raumgruppe Pbcn (Raumgruppen-Nr. 60).
Das Einatmen der Dämpfe wirkt in höheren Konzentrationen betäubend, es können Schwindel, Schläfrigkeit, Kopfschmerzen, Übelkeit und Herzrhythmusstörungen auftreten.

### Sicherheitstechnische Kenngrößen
Pentan bildet leicht entzündliche Dampf-Luft-Gemische. Die Verbindung hat einen Flammpunkt bei −49 °C. Der Explosionsbereich liegt zwischen 1,1 Vol.-% (33 g/m³) als untere Explosionsgrenze (UEG) und 8,7 Vol.-% (260 g/m³) als obere Explosionsgrenze (OEG). Mit einer Mindestzündenergie von 0,28 mJ sind Dampf-Luft-Gemische extrem zündfähig. Der maximale Explosionsdruck beträgt 9,5 bar. Die Grenzspaltweite wurde mit 0,93 mm bestimmt. Es resultiert damit eine Zuordnung in die Explosionsgruppe IIA. Die Zündtemperatur beträgt 260 °C. Der Stoff fällt somit in die Temperaturklasse T3.

## Verwendung
Pentan wird als Lösungs- und Extraktionsmittel, zum Schäumen von Polyurethan, Phenolharz und Polystyrol, sowie als Treibmittel für Aerosole verwendet. Außerdem dient es als Referenzsubstanz in der Gaschromatographie, als Füllung für Tieftemperaturthermometer sowie als FCKW-freies Kältemittel (R601) in Kühlschränken und Klimaanlagen.
Ebenso wird es zur Messung von Temperaturen bis −200 °C in Ausdehnungsthermometern verwendet, da Quecksilber und Alkohol für diese niedrigen Temperaturbereiche nicht geeignet sind.